# Çetinkaya, Güçlükonak
Çetinkaya là một xã thuộc huyện Güçlükonak, tỉnh Şırnak, Thổ Nhĩ Kỳ. Dân số thời điểm năm 2011 là 29 người.